# Saab 96

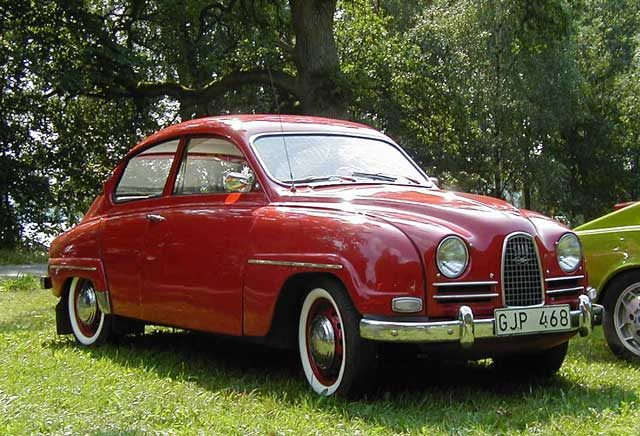
En tidig Saab 96 från 1964.

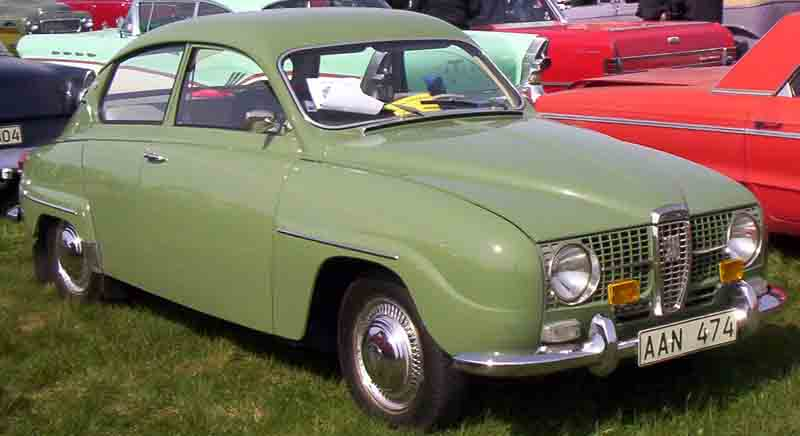
En Saab 96 från 1965 med den nya fronten.

Saab 96 är en svensk personbil tillverkad av Saab under perioden 1960–1980. Saab 96 var en vidareutveckling av Saab 93 och hade stora likheter med föregångaren, som i sin tur var en vidareutveckling av Saabs första personbil - Saab 92. Under större delen av sin livstid tillverkades Saab 96 parallellt med kombimodellen Saab 95. 

## Historik
Jämfört med föregångaren hade Saab 96 en större och starkare motor, en ny bakdel med större bakruta, ny instrumentpanel, rymligare bagageutrymme och ett rymligare baksäte som gjorde bilen femsitsig. År 1965 skedde en "ansiktslyftning" där bilen fick en modernare front. Man valde också att förlänga fronten för att göra plats för en större motor. Samtidigt placerades då kylaren framför i stället för bakom motorn, där den hade placerats redan på Saab 92 som hade termosifonkylning (utan vattenpump). 
En 1,2-liters rak fyrcylindrig motor började utvecklas. Man testade också med olika befintliga motorer från andra tillverkare, bland annat Volvo B18, men Saab fick i stället möjlighet att använda den V4-motor från Ford som bland annat fanns i Taunus 15M. V4-motorn var kortare och passade bättre i motorrummet än de övriga alternativen. Ford i USA hade för övrigt köpt 20 Saab 96:or och monterat sina nyutvecklade V4-motorer i dem för att provköra motorn i en liten framhjulsdriven bil. Det projektet blev dock aldrig av i USA, utan man använde det istället för den europeiska marknaden i Taunus 15M. Några av de ca 20 testbilarna såldes tillbaka till Saab, som på det sättet fick testa V4-motorn. 
Företagsledningen var från början inte positiv till att lämna tvåtaktsmotorerna bakom sig, trots att de nya motorerna gav lägre bränsleförbrukning och bättre prestanda. Då gick ingenjörerna till ägarfamiljen Wallenberg och presenterade planerna. Det gjorde susen, och i hemlighet började ett fåtal personer inom företaget planera förändringen. Redan 1965 års modeller hade fått en förlängd frontdel som hade plats för den större och tyngre motorn. Ingen information om V4:an fick komma ut, eftersom det skulle skada försäljningen av bilarna med tvåtaktsmotor. 
V4:an kom till 1967 års modell och möjliggjorde fortsatt försäljning efter en försäljningskris på grund av den omoderna tvåtaktsmotorn. Tvåtaktsmotorn fanns kvar som ett alternativ fram till 1968 då den ersattes helt av V4-motorn. Lägre effekt, högre bränsleförbrukning och oljeblandad bensin gjorde dock att få kunder var intresserade av att köpa tvåtaktare. Ett antal osålda bilar från 1966 togs därför tillbaka in på fabriken för byte till V4-motorn.
Ett arv från tvåtaktsmotorn var att alla 96:or hade frihjul. Den finessen hade införts för att skydda tvåtaktsmotorerna från skador till följd av motorbromsning. Om motorn fortsätter att rotera utan bränsletillförsel får den inte tillräcklig smörjning, eftersom oljan blandas i bensinen. Med V4-motorn var den anledningen att använda frihjul borta, men många förare uppskattade möjligheten att växla utan att behöva trampa ner kopplingspedalen.
Förutom grundutförandet tillverkades även en mer påkostad och sportigare version som främst var avsedd för export: Granturismo 750 (1960-61), Sport (1962-1965) och Monte Carlo 850 (1964-1968).

### Vid sidan av Saab 99
När Saab 99 presenterades 1967 reducerades Saab 96:s betydelse som bästsäljare, men på grund av sitt lägre pris och popularitet hos bilägare såldes den ändå. Saab 96 tillverkades ända fram till 1980, som ett komplement till de större och modernare Saab 99 och Saab 900. De sista årsmodellerna av Saab 96 byggdes i finländska Nystad, dit en del av tillverkningen flyttades 1969). Det sista året tillverkades ett jubileumsutförande i 300 exemplar med akvamarinblå metalliclack, krokekrade Ronal lättmetallfälgar, blå plyschklädsel och bakrutejalusi. Den sista Saab 96:an rullade av bandet i Nystad våren 1980, vilken hämtades av rallyföraren Eric Carlsson som direkt körde denna till Saabs bilmuseum i Trollhättan.

### Tävlingsversion
Saab 96 var en mycket framgångsrik tävlingsbil, särskilt inom rally. Bland höjdpunkterna märks Erik Carlssons segrar i RAC-rallyt 1960, 1961 och 1962, Monte Carlo-rallyt 1962 och 1963. Stig Blomqvist segrade i RAC-rallyt 1971 och Svenska rallyt 1971, 1972 och 1973. Sista stora segern var Svenska rallyt 1976, med Per Eklund bakom ratten.

## Tekniska data
Motor (1960-68): rak trecylindrig tvåtaktsmotor 
- Slagvolym: 841 cm3
- Borr x slag: 70x73 mm
- Effekt:

1. 1960-64; 38 hk
2. 1965;40 hk
3. 1966; 42 hk

- Toppfart: 127 km/h

Motor (1967-80): fyrcylindrig V-motor med toppventiler
- Slagvolym: 1498 - 1698 cm3
- Borr x slag: 90x58,86 mm
- Effekt: 65 hk (1967-1975), 62 hk (1976), 68 hk (1977-1980), Saab 96 1,7S; 90 hk
- Toppfart: 1967-1975: 145 km/h (95 mph), 1976: 140 km/h, Saab 96 1,7S: 167 km/h (104 mph), 1977-1980: 154 km/h

Kraftöverföring:
- Längsställd motor fram, framhjulsdrift
- 3-växlad manuell växellåda, med osynkroniserad 1:a, frihjul, rattspak. Saxomatkoppling mot pristillägg. (1960-65)
- 4-växlad manuell växellåda, med synkroniserad 1:a, frihjul, rattspak. (1960-80, dock enbart på Gran Turismo 750 och Sport före 1964)

Mått:
- Längd: 402 cm (1960-64), 418 cm (1965-75)
- Bredd: 157 cm
- Höjd: 147 cm
- Hjulbas: 249 cm

## Årsmodeller

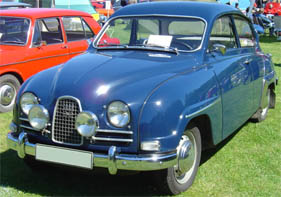
Saab 96 av 1964 års modell.

Saab 96 fotograferad 1967 utanför fabriken i Linköping.

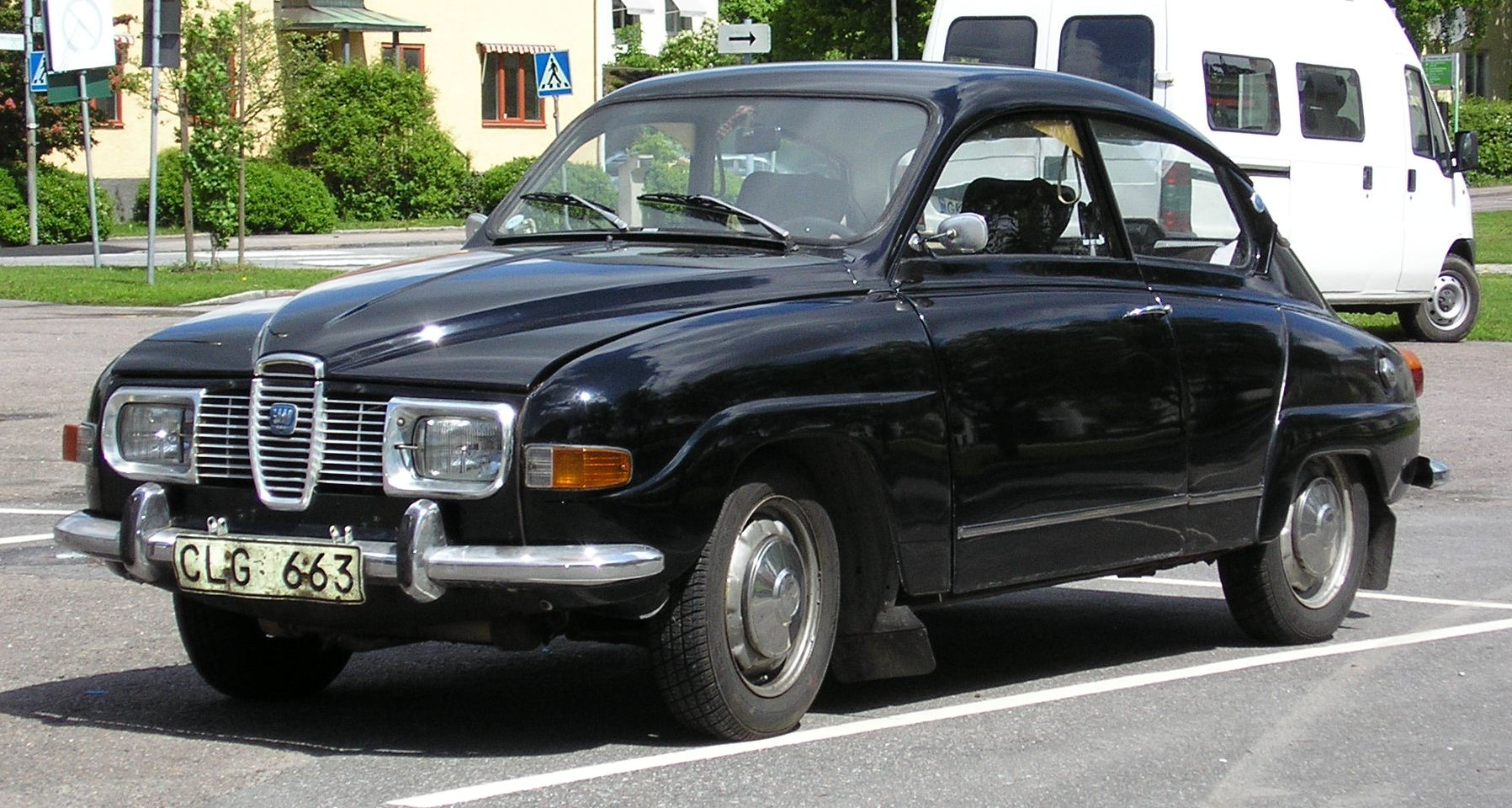
En Saab 96 från 1971 i svart lackering, en förhållandevis ovanlig färg. Lägg även märke till strålkastartorkarna, som infördes från årsmodell 1971.

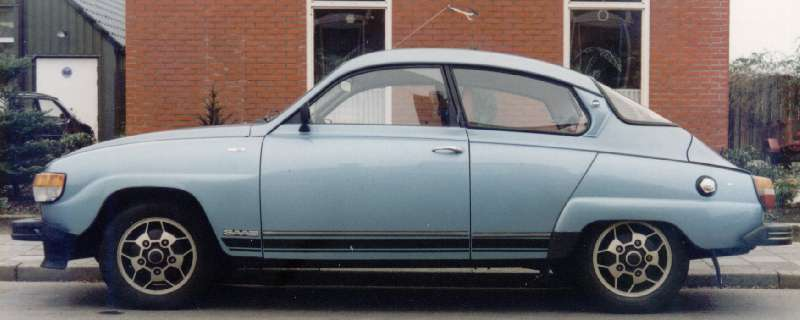
1979 års modell av Saab 96 som var den näst sista.

- 1960: Saab 96 presenterades den 17 februari 1960. Bilen hade den större motorn från 95:an och en ny instrumentbräda med liggande hastighetsmätare och stoppad ovansida.
- 1961: Startmotorn aktiverad med startnyckeln.
- 1962: 95:ans fyrväxlade låda erbjuds som extrautrustning på vissa marknader, dock inte i Sverige. I januari 1962 införs bilbälten som standard.
- 1963: Förbättrad värme och ventilation; nytt Saab-emblem i grillen; signalhornsring i ratten; bagagerumsbelysning. [2],[3]
- 1964: Tvåkrets diagonalkopplat bromssystem; modifierad tändfördelare; nya, runda visartavlor på instrumentbrädan; för att kunna ta ur nyckeln ur tändningslåset måste växelspaken ligga i backläget. Den fyrväxlade lådan erbjuds till slut även för svenska kunder.
- 1965: Ny, längre front; kylaren flyttad fram i fronten, framför motorn; hydraulpåverkad koppling; hängande pedaler; motoreffekten höjs till 40 hk; nya stötfångare; nya baklyktor.
- 1966: Ny trippelförgasare höjer effekten till 42 hk; nya navkapslar; dubbla ytterbackspeglar. Fyrväxlad växellåda blir standard.
- 1967: V4-motorn från Ford införs, men tvåtaktaren finns kvar som alternativ; skivbromsar fram; växelströmsgenerator; vindrutetorkare med två hastigheter.
- 1968: Större vind- och bakruta; innerbackspegeln flyttad till rutans ovankant; ny ratt. Under våren 1968 upphör tillverkningen av tvåtaktsmotorn.
- 1969: Bromsservo; nya, rektangulära strålkastare; nya blinkers/parkeringsljus fram; ny grill; nya navkapslar; nya stötfångare; rattstång av säkerhetstyp; förbättrade stolar.
- 1970: Ny instrumentbräda; ny ratt; strålkastarna kopplade över tändningen minskar risken för urladdat batteri; fällbart baksäte gör vagnen till en "kvartskombi"; försänkt tanklock.
- 1971: Strålkastartorkare; kromlisterna på skärmarna ersätts av en ny list nere vid trösklarna. Bilar som exporteras till USA får en motor med större cylindervolym (1,7 l) men lägre kompression för att klara skärpta avgasregler.
- 1972: Nya fälgar; nya stötfångarhorn; eluppvärmd förarstol; öppningsbara bakre sidorutor.
- 1973: Halogenstrålkastare; nya navkapslar; nya instrumenttavlor. Sista året Saab 96 säljs i USA.
- 1974: Ny grill i plast; rullbälten fram med bältespåminnare på instrumentbrädan; förbättrat rostskydd. Saabs motorsportavdelning tillverkade även en specialserie man kallade Saab 96 V4 1,7S. 1,7S var utrustad med detaljer från Saab Sport&Rally sortimentet som exempelvis stripes, lättmetallfälgar (fotbollsfälgar), läderratt, varvräknare samt uppstyvat chassi. Motorn ändrades till 1,698cc och trimmades till 90hk/DIN samt försågs med sportavgassystem. Modellserien tillverkades i c.a. 80 till 100 enheter samtliga med orange (indisk gul) lackering och alla såldes i Sverige. Saab 96 1,7S var relativt dyr, den kostade 30 % mer an en vanlig 96:a. Bilarna tillverkades från september till december 1974 som 1975 års modell.
- 1975: Förstärkt växellåda; radialdäck; svarta vindrutetorkare. Under 1975 såldes en specialserie i silvermetallic för att fira Saabs första 25 år som biltillverkare. Förutom att bilen försågs med sidostripes och 96 Silverdekal erbjöd man också läderratt och lättmetallfälgar (fotbollsfälgar) till rabatterat pris. Inredningen i Silver var från början manilabrun för att under modellåret etappvis övergå i lejongul.
- 1976: Bilen kallas nu 96L, med hänvisning till sin "de Luxe-utrustning". Nya svenska avgasreningskrav sänker motoreffekten till 62 hk; ny förgasare med manuell choke; stötupptagande stötfångare av 99-typ; bredare fälgar; nackskydd fram; baksätet modifieras för att bli rymligare; ny ratt; modifierad instrumentbräda; eluppvärmd bakruta.
- 1977: Större ytterbackspeglar; 99:ans framstolar. Under modellåret införs tvåportsförgasare, vilket höjer effekten till 68 hk; laminerad vindruta.
- 1978: Bilen kallas nu 96GL. Större blinkers/parkeringsljus fram; större bakljus med inbyggda backljus; spoiler/luckhandtag på bakluckan. Kombimodellen 95:an slutade tillverkas.
- 1979: Tillverkningen flyttas till Nystad. Svart dekor runt sidorutorna och mellan baklyktorna. I mars 1979 införs svart stripe på trösklarna och små svarta navkåpor ersätter de kromade navkapslarna.
- 1980: Inga förändringar detta sista modellår. Den sista 96:an lämnade Nystad den 11 januari 1980 (chassi nr. 96806002814).

Totalt tillverkades 547 221 st 96:or, inklusive GT 750/850 och Monte Carlo.

## Prestanda
- Saab 96 Sport (55 hk/DIN). Acc 0–100 km/h 17,3 sek. Toppfart 142 km/h. Källa: Saab Automobil AB.
- Saab 96 GL (68 hk/DIN). Acc 0–100 km/h: 15,5 sek. Acc 0–120 km/h: 24,4 sek. Acc 0–140 km/h: 43,7 sek. Toppfart 160 km/h. Källa: Auto, Motor und Sport nr 23-1979.
- Saab 96 1,7S (90 hk/DIN). Acc 0–80 km/h: 9,5 sek. Acc 0–100 km/h: 12,0 sek. Acc 0-400 m: 17,4 sek. Toppfart 167 km/h. Källa: Saab Automobil AB.
- Saab 96 Sport (55 hk/DIN). Acc från 0 till 100 km/h 18,0 sek. Toppfart 145 km/h. Källa: Teknikens Värld nr 26 1964.